# Robert von Mohl
Robert von Mohl, född 17 augusti 1799 i Stuttgart, död 4 november 1875 i Berlin, var en tysk statsrättslig författare, politiker och ambassadör.

## Biografi
Från 1824 till 1845 var von Mohl professor i statsvetenskap vid universitetet i Tübingen, men förlorade sin befattning till följd av frispråkig kritik vilken fick honom att hamna i onåd hos myndigheterna i Württemberg. 1847 blev han ledamot av Württembergs parlament, och samma år utnämndes han till professor i juridik i Heidelberg; 1848 var han ledamot av Frankfurtparlamentet och i några månader justitieminister. Han var också medlem av den tyska riksdagen. Robert von Mohl var en av de första som myntade uttrycket "rättsstat", eller konstitutionell stat, som motsats till den aristokratiska polisstaten.
Hans senare karriär i offentlighetens tjänst, var för Fredrik I av Baden, vars ambassadör han var i München 1867-1871.
Genom Kato Hiroyuki och andra japanska tänkare och statsmän har von Mohls verk influerat den japanska statsläran efter Meijirestaurationen.
Robert von Mohl var bror till botanikern Hugo von Mohl, politikern Moritz von Mohl och orientalisten Julius von Mohl, och far till diplomaten Ottmar von Mohl. Han var dottersons son till Johann Jacob Moser.